# Melnița, Iambol
Melnița (în bulgară Мелница) este un sat în comuna Elhovo, regiunea Iambol,  Bulgaria. 

## Demografie
Componența etnică a satului Melnița
     Nicio identificare (16,94%)
     Bulgari (77,28%)
     Romi (4,74%)
     Turci (0%)
     Altele (1,01%)
La recensământul din 2011, populația satului Melnița era de 295 locuitori. Din punct de vedere etnic, majoritatea locuitorilor (77,28%) erau bulgari, cu o minoritate de romi (4,74%). Pentru 16,94% din locuitori nu este cunoscută apartenența etnică.